# Daniel Samaniego
Daniel Samaniego (Quito, Ecuador, 27 de agosto de 1986) es un futbolista ecuatoriano. Juega de volante y su equipo actual es el Otavalo Fútbol Club de la Segunda Categoría de Ecuador.

## Trayectoria

### Liga de Quito
Hace las formativas en el club Liga Deportiva Universitaria de Quito. 

### Universidad Católica
Debuta profesionalmente en 2006 jugando para Universidad Católica en el campeonato de la Serie B de Ecuador. 

### Imbabura S.C.
Para la temporada 2007 es contratado por el Imbabura S.C..

### Independiente José Terán
En 2008 ficha definitivamente por Independiente José Terán de la ciudad de Sangolquí, club con el que conseguiría el trofeo de la Serie B de Ecuador y el ascenso al Campeonato Ecuatoriano de Fútbol 2010.

### El Nacional
Para el año 2013 es fichado por el  CD El Nacional. Formó parte del Bi-Tri durante 6 años consecutivos, en donde alcanzaría junto a su equipo la clasificación a Copa Libertadores 2017 y a la Copa Sudamericana 2018. 

## Clubes
| Club                    | País    | Año           |
| ----------------------- | ------- | ------------- |
| Liga de Quito           | Ecuador | 1999-2005     |
| Colegio de Liga         | Ecuador | 2005          |
| Universidad Católica    | Ecuador | 2006          |
| Imbabura SC             | Ecuador | 2007          |
| Independiente del Valle | Ecuador | 2008-2013     |
| El Nacional             | Ecuador | 2013-2018     |
| Mushuc Runa             | Ecuador | 2019          |
| Otavalo Fútbol Club     | Ecuador | 2020-presente |

## Palmarés

### Campeonatos nacionales
| Título               | Club                     | País    | Año  |
| -------------------- | ------------------------ | ------- | ---- |
| Copa Credife Serie B | Independiente José Terán | Ecuador | 2009 |